# Michael Wolff
Michael Blieden Wolff (31 de julho de 1952) é um músico de jazz e ator norte-americano. Ele compôs a trilha sonora e co-produziu The Tic Code (1998). Ele também co-estrelou com seus filhos, Nat e Alex, na série de comédia da Nickelodeon The Naked Brothers Band (2007–09), ganhando um BMI Cable Award por produzir e supervisionar a música da série.

## Carreira
Wolff deixou a faculdade em 1972 para começar sua carreira musical, juntando-se à banda de Cal Tjader. Ele então se juntou à banda de Cannonball Adderley em 1975. Em 1977, ele formou a banda Answering Service com o saxofonista Alex Foster. Wolff trabalhou com outros artistas famosos, incluindo Frank Sinatra, Warren Zevon, Bobby McFerrin, Sonny Rollins,  Wayne Shorter, Jean-Luc Ponty e Christian McBride.
Em 1978, a cantora Nancy Wilson escolheu Wolff como seu diretor musical. Em 1989, quando ela ganhou seu próprio talk show, Wolff foi escolhido para servir como líder da banda e diretor musical. Ele conheceu sua esposa, a atriz Polly Draper, quando ela apareceu como convidada no programa. Em 1995, ele lançou "Jumpstart!" com Christian McBride e Tony Williams, e em 1997 o trio lançou 2AM. Wolff foi o líder da banda de jazz Impure Thoughts que conta com o indiano Badal Roy, o baterista Mike Clark, o percussionista Frank Colón e o baixista John Williams.
Ele compôs a trilha sonora dos filmes Who's the Man?, The Tic Code e Made up, além de atuar em outros filmes. Wolff co-estrelou com seus filhos na série de televisão The Naked Brothers Band na Nickelodeon, servindo como co-produtor executivo e supervisor de música. Além disso, Wolff co-estrelou e produziu a música para The Naked Brothers Band: The Movie, que mais tarde serviu como piloto para a série de TV.
Na década de 2010, ele formou a banda Wolff & Clark Expedition, composta por Wolff e Clark como líderes da banda, com Steve Wilson e Lenny Pickett como saxofonistas, e James Genus como baixista.

## Vida pessoal
Wolff nasceu em uma família judia em Victorville, Califórnia, e foi criado em Nova Orleans, Louisiana. Ele é filho de Lise (Silverman) e Marvin Wolff, um médico, que tratou Elvis Presley quando os Wolffs se mudaram para Memphis, Tennessee. Aos nove anos, sua família mudou-se para Berkeley, Califórnia, e Michael começou a estudar piano clássico aos oito anos antes de tocar bateria aos 12 anos. Enquanto frequentava a Berkeley High School, Wolff começou a tocar piano sob a direção de David W. Tucker. Depois de terminar o colegial, Wolff frequentou a Universidade da Califórnia, Berkeley antes de se matricular na Universidade da Califórnia, Los Angeles.
A mãe de Wolff se casou novamente, com o psiquiatra Neal Blumenfeld, que morreu em 1 de dezembro de 2013. Ele tem dois meio-irmãos, Mimi e Judy. Wolff casou-se com a atriz Polly Draper em 1992; eles têm dois filhos juntos, os também atores e músicos Nat Wolff e Alex Wolff. Draper também escreveu e estrelou The Tic Code, um filme de drama influenciado pela vida de Wolff.

## Filmografia

### Filme
| Ano  | Filme                              | Personagem                | Nota                                      |
| ---- | ---------------------------------- | ------------------------- | ----------------------------------------- |
| 1987 | Magic Sticks                       | Bob                       |                                           |
| 1998 | The Tic Code                       | Engenheiro                | Também co-produtor e compositor da trilha |
| 2005 | The Naked Brothers Band: The Movie | Pai                       | Também contribuiu com a trilha sonora     |
| 2007 | The Girl In The Park               | Pianista do clube de jazz |                                           |

### Televisão
| Ano       | Programa                | Personagem                | Nota                                                                |
| --------- | ----------------------- | ------------------------- | ------------------------------------------------------------------- |
| 1989–1994 | The Arsenio Hall Show   | Ele mesmo                 | Diretor musical                                                     |
| 1990      | Beverly Hills, 90210    | Duane                     | Episódio: "Every Dream Has Its Price"                               |
| 2007–2009 | The Naked Brothers Band | Pai/Sr. Wolff/Sonny Wolff | Também co-produtor executivo, produtor musical e supervisor musical |